# 교황 그레고리오 13세
교황 그레고리오 13세(라틴어: Gregorius PP. XIII, 이탈리아어: Papa Gregorio XIII)는 제226대 교황(재위: 1572년 5월 13일 - 1585년 4월 10일)이다. 본명은 우고 본콤파니(이탈리아어: Ugo Boncompagni)이다.
기독교 역사상 널리 회자되는 인물 중 하나로, 재위기간 동안 그는 교회 내부의 개혁을 추진하여 트리엔트 공의회의 정신을 구체화시켰으며, 예수회를 적극 지원하였다. 특별히 아시아의 일본과 필리핀에 외교 사절단을 파견하기도 하였다. 1579년 2월 9일에는 필리핀 군도의 수호성인으로 원죄 없이 잉태된 성모 마리아를 지정해주었다. 그의 대표적인 업적으로는 지금까지도 세계적으로 통용되는 태양력인 그레고리오력을 제정한 것이다.

## 생애 초기

### 유년기
우고 본콤파니는 1502년 볼로냐에서 크리스토포로 본콤파니(1470-1548)와 그의 아내 안젤라 마레스칼치 사이에서 태어났다. 교회법과 시민법을 공부하여 1530년 28세에 박사 학위를 받았다. 이후 몇 년간 그는 교회법과 시민법을 가르쳤으며, 그로부터 공부를 배웠던 학생들로 알레산드로 파르세네, 레지널드 폴, 가롤로 보로메오와 같은 고위 인사들도 있었다. 한편 우고 본콤파니는 사제 서품을 받기 전에 자코모라는 이름의 사생아를 한 명 낳았다.

### 성직 입문
36세가 된 우고 본콤파니는 교황 바오로 3세(1534–1549)의 부름을 받아 로마로 갔다. 교황은 그를 캄파냐의 판관부터 시작해서 문서 속기관, 부대법관 등으로 순차적으로 임명하였다. 교황 바오로 4세(1555–1559)는 그를 카를로 카라파 추기경의 종자로 보냈으며, 교황 비오 4세(1559–1565)는 그를 산시스토 성당의 사제급 추기경으로 서임하는 한편 트리엔트 공의회에 교회법 전문가로 파견하였다.
또한 그는 이단 혐의를 받은 톨레도 교구장 바르톨로메 데 카란사 추기경을 조사하기 위해서 스페인에 교황특사로 파견된 적도 있었다. 당시 그는 스페인의 펠리페 2세 국왕과 지속적이고 친밀한 관계를 형성하였으며, 이 관계는 차후 그가 교황으로써의 외교정책을 펼치는데 큰 요소가 되었다.

### 교황 선출
교황 비오 5세(1566–1572)가 선종한 후에 열린 콘클라베에서 본콤파니 추기경이 새 교황으로 선출되었다. 그는 위대한 개혁가인 교황 그레고리오 1세의 업적을 이어받겠다는 의미에서 자신의 교황명으로 그레고리오 13세를 선택하였다. 새 교황을 뽑기 위해 열린 콘클라베는 개시한 지 24시간도 채 안되어서 끝이 났다. 많은 역사가는 이렇게 빨리 결론이 난 것은 본콤파니 추기경이 스페인의 지지를 강하게 받고 있었기 때문이었던 것으로 보고 있다. 본콤파니 추기경의 선출은 당시 교회의 입장에서 볼 때도 적절한 선택이기도 하였다. 그는 과거의 몇몇 교황들과는 달리 흠 없는 인생을 살아왔으며, 개인적으로도 무척 검소한 삶을 살아 다른 사람의 귀감이 되었다. 이에 더해, 지식이 해박하고 지도력도 뛰어난 인물이었기 때문에 교회 내에 산적한 문제를 잘 처리할 수 있으리라 기대하였다.

## 교황

### 교회 개혁
그레고리오 13세는 베드로좌에 착좌하자마자 먼저 가톨릭교회의 개혁에 온힘을 다하였다. 그는 트리엔트 공의회의 법령을 그대로 실천에 옮기는데 주력하였다. 그는 교구장은 반드시 자신의 교구 내에 거주해야 한다는 규정에 추기경도 예외 없이 그대로 지키도록 하였으며, 금서목록위원회를 설립하여 금서 목록을 갱신하도록 하였다. 또한, 《교회법전》(Corpus juris canonici)의 여러 조항을 시대에 맞게 개정하였다. 그리고 기독교 신자들의 순교록을 출판하였다. 한편으로 그레고리오 13세는 만사를 철저하게 단독으로 처리하는 것으로 널리 알려졌다. 교황의 몇몇 측근들은 교황이 외부의 간섭을 원체 싫어하는 성격이라서 다른 사람에게 일체 조언이나 도움을 구하지 않는다고 증언하였다. 그레고리오 13세의 치세 동안 교황권은 나날이 강화된 반면에 추기경들의 영향력은 상당히 줄어들었다.

### 예수회와 오라토리오회 지원

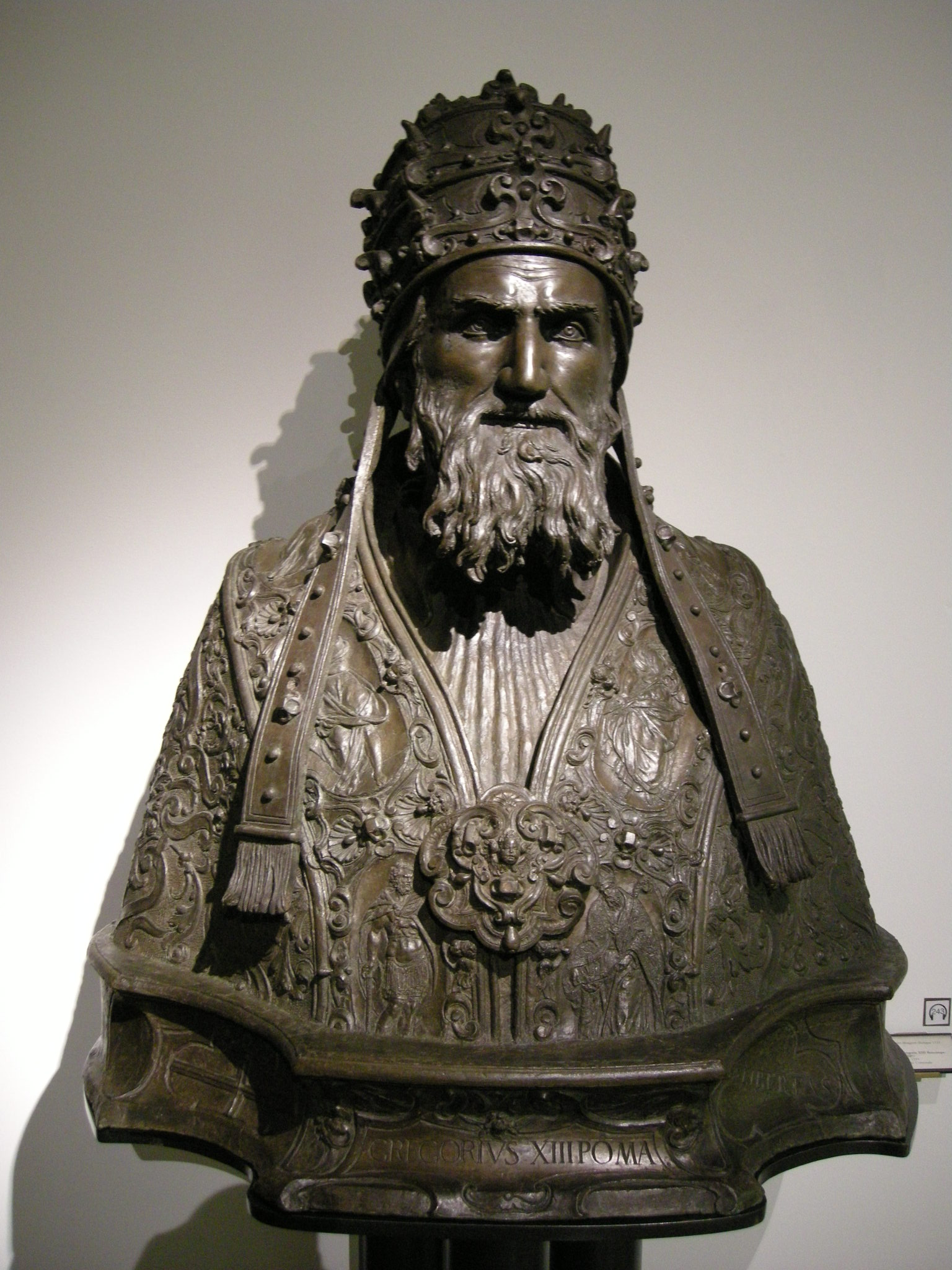
교황 그레고리오 13세의 흉상

그레고리오 13세가 추진한 개혁의 주요 핵심은 트리엔트 공의회의 법령들을 그대로 실천에 옮기는 것이었다. 그는 근래에 새로 결성된 예수회를 적극적으로 후원을 하였으며, 이를 위해 많은 새로운 대학교들을 설립하도록 하였다. 예수회에서 설립한 로마 대학교는 그레고리오 13세의 후원을 받으며 나날이 성장해갔으며 유럽 학문의 최고 중심지로 자리매김하였다. 이 대학이 바로 오늘날 그레고리오 대학교의 전신이다. 교황 그레고리오 13세는 로마의 독일 기숙사를 시작으로 사제 양성을 위하여 많은 신학교와 기숙사를 세울 것을 지시하였으며, 교수로는 예수회 사제들을 등용하였다.
1575년에는 성 필립보 네리가 창립한, 오직 기도와 설교에만 매진하는 사제 공동체인 오라토리오회를 정식으로 인가하였다.

### 그레고리력

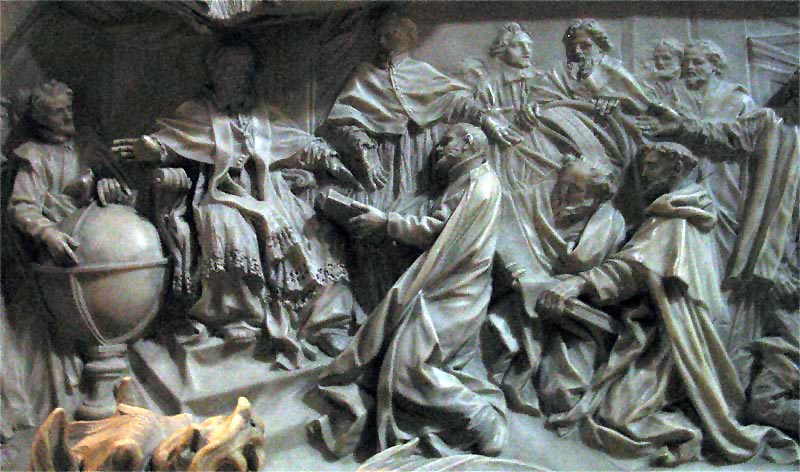
교황 그레고리오 13세의 묘비에 새겨진 그레고리오력 도입을 기념하는 부조.

고대 서양은 춘분이 들어있는 달을 한 해의 1월로 정했고 동양은 동지를 기준으로 한 해를 시작했다. 1년을 365.25일로 정한 것은 기원전 46년 율리우스 카이사르가 집권하면서부터이다. 하지만 율리우스력의 1년 길이는 천문학의 회귀년 365.2422일보다 0.0078일(11분 14초)이 차이가 발생한다. 이 착오가 매년 축적되어서 128년마다 1일의 편차가 생겼다.
기독교가 국교였던 중세 유럽은 중요한 종교적 행사인 부활절이 달력의 부정확성으로 인해 왔다 갔다 하는 일이 잦았다. 부활절은 춘분 후 첫 보름을 지난 첫 일요일 혹은 첫 보름이 첫 일요일과 겹치면 다음 일요일로 정한 부활절이 부정확한 달력으로 인해 춘분이 당겨지면 부활절도 당겨지는 모순을 안고 있었다. 실제로 AD325년 니케아회의가 개최된 해는 춘분이 3월 22일이었지만, 1582년 로마교황 그레고리우스 13세 때의 춘분날이 3월 11일로 10일 차이가 있었다.
이에 교황 그레고리오 13세는 본래의 부활절 날짜로 되돌려 놓기 위해서 천문학자 루이지 릴리오에게 명하여 새로운 역법을 만들도록 했다. 루이지 릴리오는 일년을 365일 5시간 49분 12초(365.2422일)로 정했다. 그리고 연도가 4로 나뉘는 해를 윤년으로 정하고 동시에 100으로 나뉘는 해를 평년, 다시 400으로 나뉘는 해를 윤년으로 정했다. 이로써 400년에 97회의 윤년만 두게 되니 부활절이 비로소 제자리를 찾게 되었다.
교황 그레고리오 3세는 1582년 2월 24일에 칙령을 통해 그레고리력을 발표했다.이에 따라 10월 4일의 다음날을 10월 15일로 하여 10일을 없애고 춘분날이 3월 21일이 되게 하는 개력이 단행되었다. 당시 동방 정교회와 개신교에서는 이 조치를 받아들이지 않았지만, 이 역법은 가장 계절에 잘 맞았기 때문에 16세기말 이래 널리 보급되어서 유럽의 여러 나라에서는 이미 18세기 초에 이 역법을 채용하였다. 오늘날에는 대부분의 국가들이 그레고리력을 사용하고 있다.
한반도는 조선 효종(孝宗) 이래 태음태양력인 시헌력(時憲曆)을 사용했는데, 1895년 김홍집 내각에 의해서 갑오개혁 차원에서 그레고리력 채택을 추진하였다. 이들의 의견을 받아들인 고종은 음력 1895년 11월 15일에 조칙을 내려 개력을 단행하였다. 조칙의 내용은 음력 1895년 11월 17일(양력 1896년 1월 1일)부터 양력을 사용하라는 것이었다. 한편 그레고리오 13세는 태양계에 관해 연구하도록 바티칸 천문대를 설립하기도 했다. 바티칸에 있던 이 천문대는 20세기 말 로마 시내에서 벗어나 카스텔간돌포에 있는 교황의 여름 별장으로 옮겨 갔다.

### 외교와 정치

###### 잉글랜드

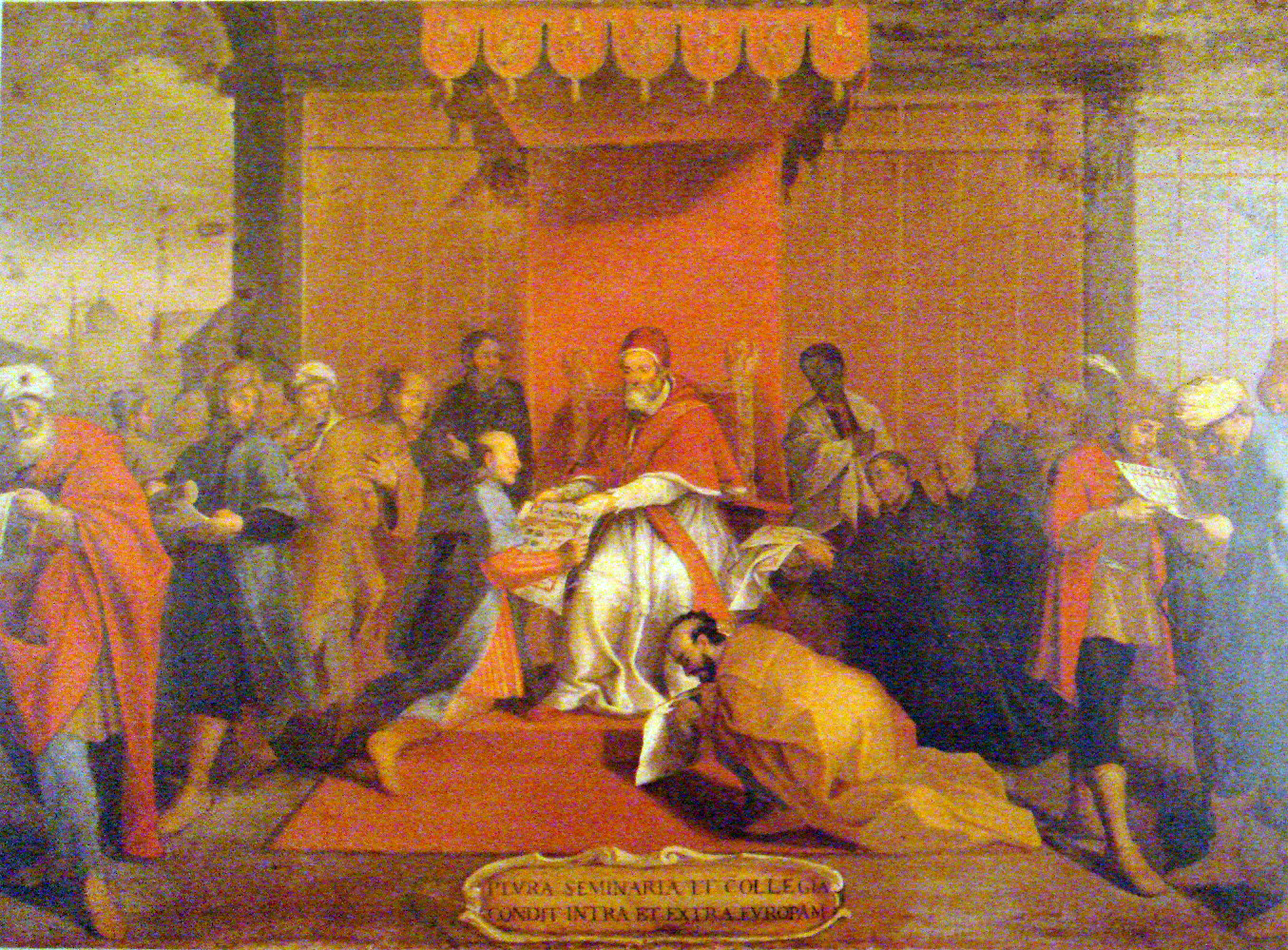
1585년 일본의 덴쇼 소년사절단을 맞이한 교황 그레고리오 13세

그레고리오 13세는 오스만 제국의 위협을 항상 걱정하는 한편(이는 프로테스탄티즘도 마찬가지여서 마르틴 루터도 이슬람을 연구하였지만, 1523년 오스만 제국이 헝가리를 식민화하자 이슬람에 적대적인 모습을 보인다.), 프로테스탄티즘의 영향력에 대해서도 크게 우려하였다. 또한 잉글랜드의 엘리자베스 1세를 폐위시키려는 스페인의 펠리페 2세의 계획에 찬동하게 되면서, 잉글랜드의 프로테스탄트들은 가톨릭교도들을 잉글랜드 왕국의 잠재적인 반역자로 즉 로마 가톨릭교회를 반국가단체로 간주하게 되었다. 실제 엘리자베스1세 당시 로마 가톨릭은 프로테스탄트 정부의 국가폭력으로써 로마 가톨릭 교도들이 죽임을 당하는 탄압을 받았으며(구중서,《이야기세게사 2》,청아출판사), 앙드레 모로아의 《영국사》(청아출판사)에 의하면 쇠퇴를 하였다.
1578년 그레고리오 13세는 니콜라스 샌더즈, 윌리엄 알렌, 제임스 피츠모리스 피츠제럴드 등 추방당한 잉글랜드와 아일랜드의 가톨릭교도들의 반란 계획을 돕기 위하여 토머스 스터클리를 아일랜드로 보내 가톨릭계 지도자이면서 제1차 데스몬드 반란 세력의 주동자인 피츠모리스를 도와 배 한 척과 800명의 군사를 준비시켜 엘리자베스 1세 정부를 전복시키고자 계획하였다. 하지만 스터클리가 모로코의 압둘말릭 황제에 대항하려는 포르투갈의 세바스티앙 국왕에 합류하면서 교황의 계획은 좌절되었다.
1579년 그레고리오 13세는 다시 피츠모리스를 군 지휘관으로, 샌더즈는 교황 특사로 임명한 다음 50명의 군사를 아일랜드로 파견하였다. 하지만 제2차 데스몬스 반란은 성공하지 못하였다. 그레고리오 13세가 이룬 가장 큰 성공은 무엇보다도 아일랜드와 잉글랜드 재복음화를 위해 유럽 대륙에 신학교 및 대학교를 세운 것이었다.
1580년 잉글랜드의 예수회(예수회원)들이 교황을 찾아와 엘리자베스 1세를 파문한 비오 5세의 칙서 《천상의 통치》(Regnans in Excelsis)의 내용을 완화시키거나 일시 중단해줄 것을 요청하였다. 결국 가톨릭교도들은 최소한 법적 문제에 있어서만큼은 표면상으로나마 여왕의 뜻에 복종하게 되었다.
1582년 기스 공작 앙리와 그의 동생 마옌 공작 샤를이 엘리자베스 1세를 시해하려고 시도한 일이 있었는데, 그레고리오 13세는 이 음모와 아무런 관련이 없었다.

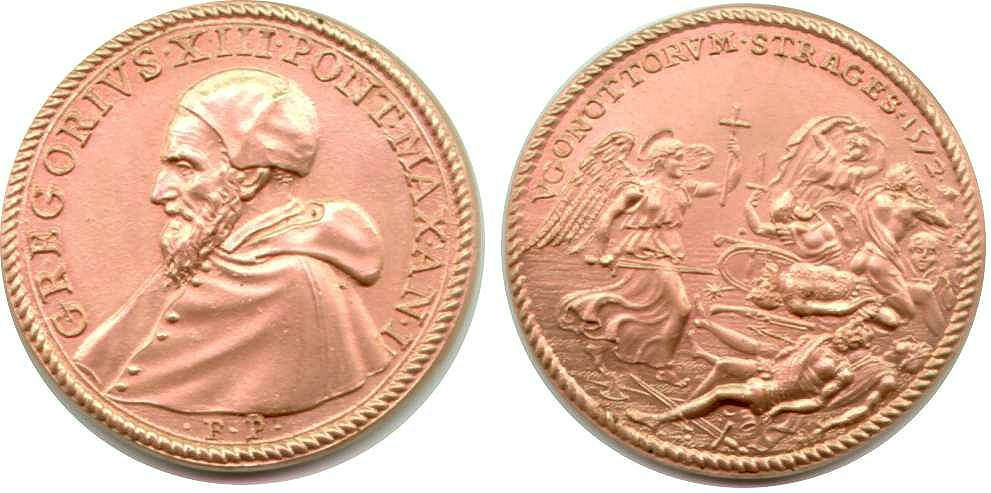
위그노 학살 기념 메달

1572년 프랑스에서 성 바르톨로메오 축일의 학살이 일어나 수많은 위그노가 학살당하자 그레고리오 13세는 테 데움(당신은 하느님.) 미사를 봉헌하고 기념 메달을 주조하고 로마에서 3일간 축하연을 벌이기도 하였다. 하지만 어떤 사람들은 그레고리오 13세 교종이 성 바르톨로메오 학살범죄가 프랑스의 로마 가톨릭교도들이 위그노(개신교)를 학살한 혐오범죄라는 사실을 몰랐으며, 단지 위그노파가 반역을 도모하다가 진압당해 실패한 것으로 오해한 것이라고 주장하기도 한다. 바티칸의 살라 레지아 궁전에는 조르조 바사리의 당시 사건을 묘사한 세 점의 프레스코화가 그려져 있으며, 그레고리오 13세 때에 발행된 기념 메달의 앞면에는 교황의 초상이 있고, 뒷면에는 천사가 손에 든 칼로 꾸짖는 장면과 함께 라틴어로 ‘위그노들의 학살’(UGONOTTORUM STRAGES)이라는 글자가 새겨져 있다.

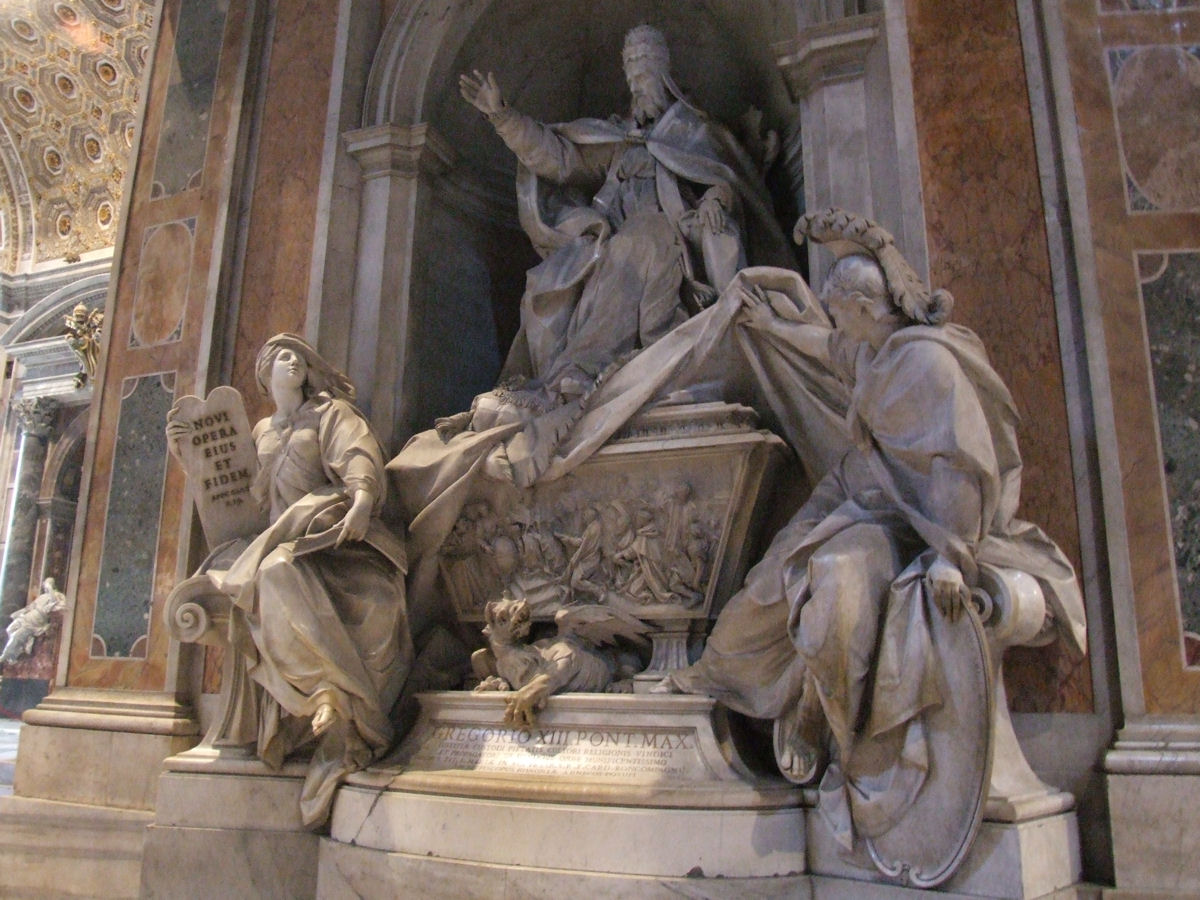
교황 그레고리오 13세의 무덤

### 예술 후원
그레고리오 13세는 바티칸 성 베드로 대성전 안에 웅장한 그레고리오 경당을 짓도록 명하였으며, 1580년에 퀴리날레 궁전을 확충하였다. 또한 1575년에는 디오클레티아누스의 욕장을 곡물 창고로 개조하라고 지시하였다.
그레고리오 13세는 자신의 사생아인 자코모를 산탄젤로 성의 성주와 교회의 기수(旗手)로 임명하였다. 베네치아 공화국은 교황의 환심을 사기 위해 자코모에게 귀족의 지위를 주었다. 스페인의 펠리페 2세 국왕은 그를 자기 군대의 장군으로 등용하였다. 그레고리오 13세는 또한 소라 공국령을 획득하여 그곳의 영주로 자코모를 임명하여 교황령과 나폴리 왕국 사이를 지키도록 하였다.
이밖에도 각종 정책을 추진하기 위해 그레고리오 13세는 여기에 필요한 자금을 마련하기 위하여 권세가들의 토지나 재산을 압수하는 방법을 동원하였다. 이러한 조치로 한동안 재정 상태는 양호해졌지만, 미처 예기치 못한 부작용을 초래하였다. 수많은 귀족이 자신들의 이권을 침범당한 것에 대해 불만을 갖게 되었으며, 그리하여 교황과 귀족들 간의 해묵은 반목이 일어나게 되었다. 이러한 와중에 그레고리오 13세는 1585년 4월 10일에 선종하였다.